# Рижский бунт
Рижский бунт — произошёл в 1899 году, стал реакцией на «неповышение» заработной платы рабочим ряда предприятий при неучёте реального положения дел, когда цены вырастали, а зарплаты не могли оставаться на прежнем уровне.
1 мая 1899 года работницы предприятия «Джутовая мануфактура» отправились на стачку с требованием от администрации повысить зарплату. Требования работниц удовлетворять никто не собирался. 5 мая на имя лифляндского генерал-губернатора была направлена жалоба от имени работниц. Шествие началось от предприятия (оно располагалось на Джутовой улице, в современной Тейке ближе к Чиекуркалнсу), но губернские войска решили остановить его и блокировали продвижение работниц на подступах к границе города (тогда в том месте располагались Александровские ворота, теперь — Воздушный (Александровский) мост). 150—200 участниц нелегального шествия были оттеснены и загнаны в Александровский сад, где соответствующие органы занялись пересчитыванием «строптивых» работниц джутоперерабатывающей отрасли. После пересчёта им производили расчёт, то есть они получали увольнение. 1000 рабочих вне ограды начали активно выражать свой протест, предприняли попытку освободить блокированных в саду рабочих, однако напоролись на стрельбу со стороны полиции, 9 человек погибло, попытка не удалась, полиция оттеснила демонстрантов. На следующий день, 6 мая, на улицы Риги вышло более 20 000 рабочих, которые выразили свой решительный протест в связи с арестом многих протестантов и с гибелью тех самых 9 из них от рук полицейских. Волнения продолжались до 9 мая 1899 года, когда в конце концов солдаты числом в 3600 человек принялись патрулировать улицы города, дабы не допустить концентрации рабочих. 10 мая началась широкомасштабная стачка на территории рижского Задвинья (Засулаукс, Торнякалнс). К ним присоединились рабочие предприятий (особо активны были рабочие Кузнецовки) Петербургского и Московского форштадтов с требованиями повысить заработную плату и сократить рабочий день.
12 мая на 28 предприятиях бастовало более 7000 рабочих. Тем не менее стачечное движение пошло на спад, в локальных столкновениях полиции к 18 мая погибло 93 человека, многие получили ранения различной степени тяжести. Рижский бунт 1899 года стал первым в истории Риги выступлением рабочих.